# Dirk VII
Dirk VII (także Teodoryk VII; ur. zapewne w latach 60. XII wieku, zm. 4 listopada 1203 w Antiochii) – jedenasty hrabia Holandii z rodu Gerolfingów od 1190 roku do swojej śmierci.

## Pochodzenie
Był najstarszym synem Florisa III (Florencjusza III; panował 1157-1190) oraz Ady z Huntingdon, córki Henryka Szkockiego (syna króla Szkocji Dawida I Świętego) oraz Ady z Warenne, a zarazem siostry szkockich monarchów, Malcolma IV i Wilhelma I Lwa. Objął władzę po śmierci swego ojca w 1190, gdy ten udawał się wraz z Fryderykiem I Barbarossą na III wyprawę krzyżową.

## Relacje z cesarzem
Cesarz Henryk VI Hohenstauf musiał szukać sojuszników, aby zwyciężyć pretendenta do tronu Henryka Lwa i niepodzielnie zapanować. Z tej przyczyny przyznał prawo pobierania ceł z miejscowości Geervliet, a także przekazał mu Grote Waard (Dordrecht i okolice) kosztem biskupstwa Utrechtu. Wprowadził on również prawo salickie w hrabstwie Holandii, które pozwalało dziedziczyć tron kobietom - co sprzyjało posiadającemu dwie córki Dirkowi. W 1196 roku na krótko podporządkował sobie biskupstwo Utrechtu, którego został świeckim zarządcą. Spowodowało to bunt hrabiego Geldrii Ottona I, który został pokonany pod Grebbeberg. Wkrótce biskupem Utrechtu został duchowny Dirk van Are, co załagodziło spór. Niedługo potem dzieci niegdysiejszych wrogów zostały ze sobą zaręczone (ślub nie doszedł do skutku ze względu na śmierć syna Ottona I). Wkrótce Dirk przestał popierać przegrywających wojnę domową Hohenstaufów i stanął po stronie Welfów, by przed 1202 znów wziąć stronę Filipa Szwabskiego.

## Konflikt z Wilhelmem
Jego brat Wilhelm, który towarzyszył ojcu w wyprawie krzyżowej, powrócił do Holandii dopiero w 1192 i bezskutecznie domagał się dopuszczenia do współrządów. Dirk przygotowywał się do zbrojnej rozprawy z bratem, ale przeszkodziła w tym inwazja Flandrii na Zelandię. Hrabia wysłał więc swoją żonę na czele grupy rycerzy, którzy pokonali Wilhelma. Bracia zawarli traktat pokojowy, który jednak Dirk szybko zerwał. Kazał swemu zaufanemu Henrykowi de Kraan uwięzić konkurenta w wieży. Jednak Wilhelm wkupił się w jego łaski i ten go wypuścił. Pretendent znalazł sojusznika w hrabim Geldrii, Ottonie I, którego córkę poślubił. Miejscowości Ostergoo i Westergoo zaczęły popierać brata Dirka, Wilhelma. Dotychczasowy władca zyskał natomiast poparcie części Zachodniej Fryzji. Jednak Otto I przegrał kampanię przeciw Dirkowi VII, a wszyscy trzej ostatecznie pogodzili się w 1197 (w czym pomogła wspomniana wcześniej rezygnacja Holandii z biskupstwa Utrechtu).

## Wojna z Brabancją
W 1202 roku Dirk VII sprzymierzył się z Ottonem I z Geldrii i wspólnie zaatakowali Brabancję, rządzoną przez Henryka I (także księcia Dolnej Lotaryngii). Jej władca popierał Welfów i prowadził ekspansywną politykę terytorialną we wszystkich kierunkach (Geldria, arcybiskupstwo Kolonii), a także poparł pretensje Wilhelma do tronu. W trakcie wojny Dirk i Otto złupili też miejscowości ’s-Hertogenbosch i Geertruidenberg.  Kampania holendersko-geldryjska okazała się porażką, a władcy trafili do niewoli pod Heusden. Oprócz płacenia wysokiego okupu, był zmuszony uznać się wasalem Brabancji z południa swych terytoriów, a wasalem biskupstwa Utrechtu z terenów północnych. Musiał nawet uznać, że jego ojciec nie był prawnym władcą Flandrii (ten tytuł miał od 1168). Być może hańbiące warunki traktatu przyczyniły się do poważnej choroby, która spowodowała zgon władcy w rok później.

## Śmierć i następstwo tronu
Dirk VII zmarł w 1203 roku. Po jego śmierci pretensje do tronu w ramach wprowadzonego prawa salickiego zgłosiła córka, Ada, wraz z mężem Ludwikiem II z Loon. Kroniki odnotowują, że córka hrabiego poślubiła Ludwika nawet jeszcze przed pogrzebem ojca, a już po jego śmierci. Prawdopodobnie uczynił ją regentką hrabstwa na łożu śmierci, wiedząc, że władzę przejmie brat. Jednak Adę przepędzono w 1204 roku, a jej męża 2 lata później. Faktyczną i prawną władzę objął wrogo nastawiony brat Dirka, Wilhelm.

## Małżeństwo i potomstwo
W 1186 roku poślubił Adelajdę z Kleve, córkę Dytryka II, hrabiego Kleve i Idy z Louvain. Doczekali się trzech córek:
- Ady (ok. 1188-1227), żony Ludwika II z Loon, wraz z którym sprawowała de facto władzę w latach 1203-1206/7;
- Adeli (Aleidis; zm. przed 1203), zaręczoną z Henrykiem (zm. 1198), najstarszym synem hrabiego Geldrii Ottona I,
- Petroneli.